# La Bosse (Sarthe)
La Bosse ist eine französische Gemeinde mit 153 Einwohnern (Stand: 1. Januar 2022) im Arrondissement Mamers im Département Sarthe in der Region Pays de la Loire. Le Luart gehört zum Kanton La Ferté-Bernard (bis 2015: Kanton Tuffé) und zum Gemeindeverband Communauté de communes du Pays de l’Huisne Sarthoise. Die Einwohner werden Bosséens genannt.

## Geographie
La Bosse liegt etwa 30 Kilometer nordöstlich von Le Mans. Umgeben wird La Bosse von den Nachbargemeinden Saint-Georges-du-Rosay im Norden, Saint-Aubin-des-Coudrais im Osten und Nordosten, Saint-Martin-des-Monts im Osten und Südosten, Boëssé-le-Sec im Süden sowie Saint-Denis-des-Coudrais im Westen und Nordwesten.

## Bevölkerungsentwicklung
| 1962                      | 1968 | 1975 | 1982 | 1990 | 1999 | 2006 | 2013 |
| ------------------------- | ---- | ---- | ---- | ---- | ---- | ---- | ---- |
| 251                       | 215  | 201  | 163  | 141  | 111  | 126  | 121  |
| Quelle: Cassini und INSEE |      |      |      |      |      |      |      |

## Sehenswürdigkeiten
- Kirche Saint-Jacques aus dem 11. Jahrhundert, seit 1939 Monument historique

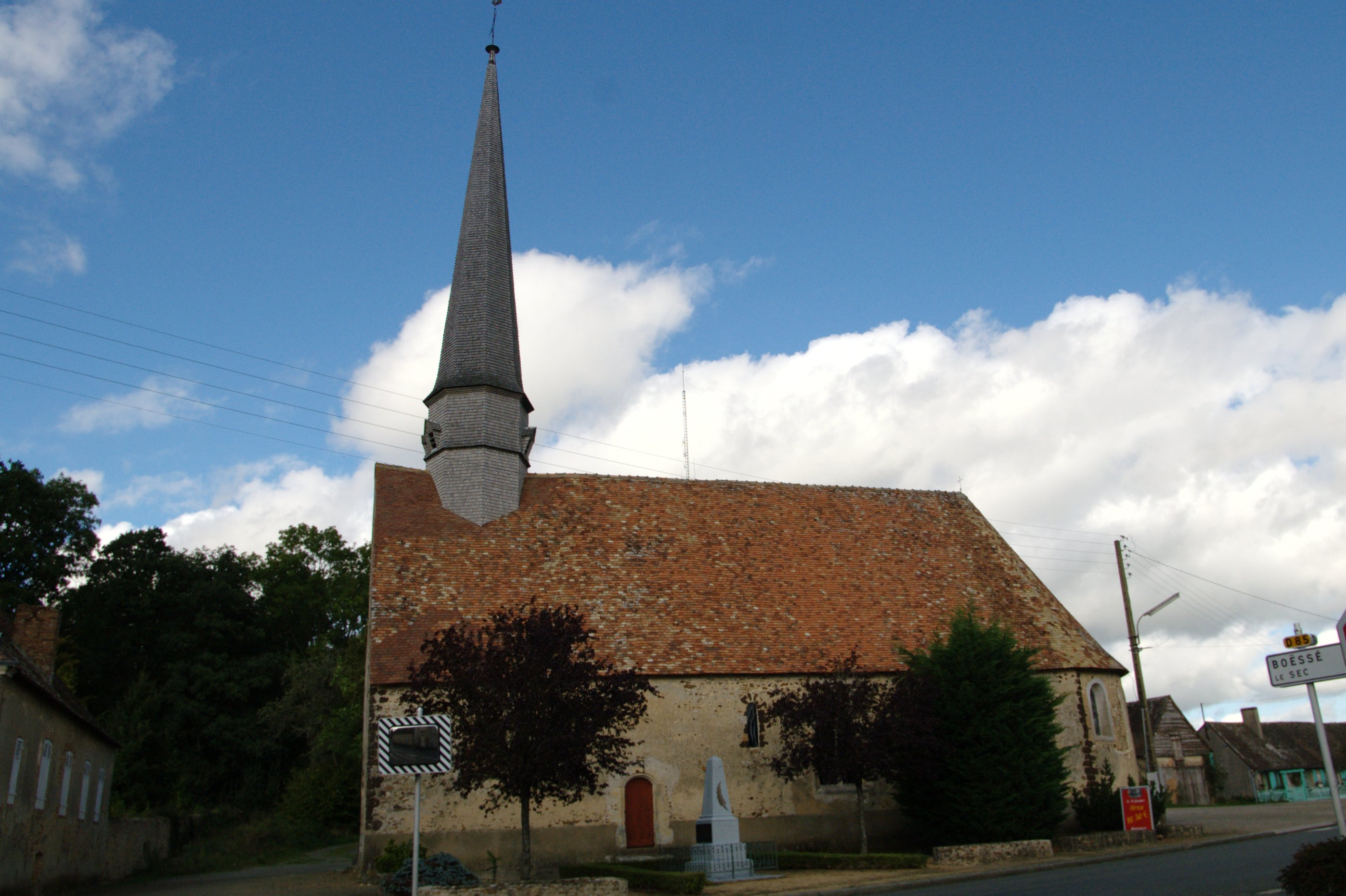
Kirche Saint-Jacques

- Reste gallorömischer Bäder